# 卖花桥
卖花桥，位于中华人民共和国上海市松江区中山街道东北部，东与夏家浜相邻，南与五龙居委会相接，西至通波塘，北至洞泾镇，沿沪松公路，有叫卖花桥的公交车站。卖花桥以桥得名，自明代起形成集镇。卖花桥原名保胜桥，康熙六十一年重建，乾隆三十年重修，1962年疏扩洞泾泄河时拆除。现花桥居委会、卖新公路尚存此地名。